# جاي ر. كليفورد
جاي ر. كليفورد (بالإنجليزية: J. R. Clifford) هو محامي ومدرس أمريكي، ولد في 13 سبتمبر 1848 في Williamsport, West Virginia ‏ في الولايات المتحدة، وتوفي في 6 أكتوبر 1933 في مرتينسبورغ في الولايات المتحدة.